# TMIGD2
TMIGD2‏ (Transmembrane and immunoglobulin domain containing 2) هوَ بروتين يُشَفر بواسطة جين TMIGD2 في الإنسان.